# Parthenocissus semicordata
Parthenocissus semicordata (synoniem: Parthenocissus himalayana) is een klimplant uit de wijnstokfamilie (Vitaceae). De soort is afkomstig uit de Himalaya.

## Bronvermelding

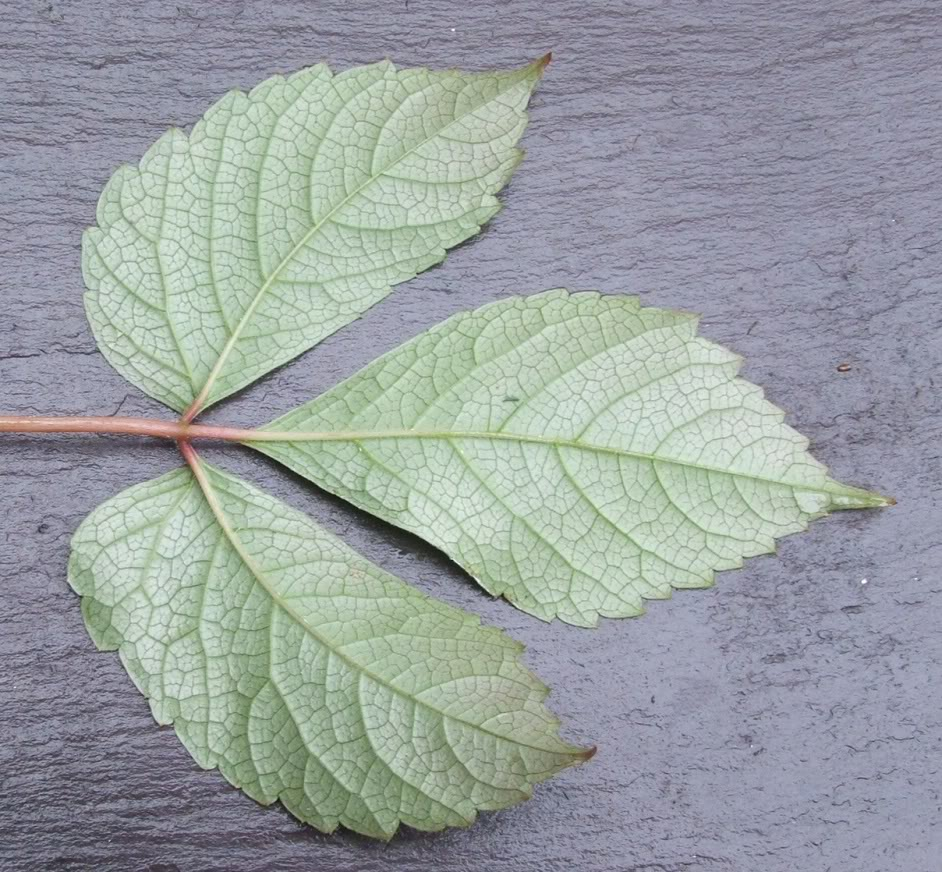
Contour van Parthenocissus semicordata

## Kenmerken
Parthenocissus semicordata is een krachtige klimplant die tot een hoogte van 10 meter kan groeien. Net als de meeste andere Wilde wingerd-soorten houdt hij zich vast met ranken waaraan kleverige bolletjes zitten van ongeveer 5 mm. De bladeren hebben een gezaagde rand.